# Vagabon
Laetitia Tamko, mais conhecida por seu nome artístico Vagabon, é uma multi-instrumentista, cantautora e produtora de música autodidata camaronesa-americana, baseada em Nova Iorque.

## Biografia

### Primeiros anos
Laetitia Tamko nasceu em Iaundé, Camarões. Aos 13 anos, sua família se mudou para Nova Iorque para que sua mãe pudesse cursar direito. Tendo vindo de um país de língua francesa, Laetitia não sabia falar inglês no começo, mas aprendeu rapidamente e logo pôde cursar a Westchester High School com sucesso. Tamko mais tarde frequentou o City College of New York e se formou na Grove School of Engineering em 2015.

### Carreira
Aos 17 anos, os pais de Tamko compraram para ela um violão Fender da Costco. Ela aprendeu a tocar assistindo DVDs instrucionais. Em 2014, ela começou a enviar suas músicas para o Bandcamp sob o pseudônimo de Vagabon. Além de vocais e guitarra, Tamko tocou bateria, teclado e sintetizador em seu álbum de 2017, Infinite Worlds. Em 2018, ela foi convidada a abrir para Courtney Barnett em sua turnê de verão na América do Norte.
Seu segundo álbum auto-intitulado (Nonesuch, 2019) é auto-produzido e explora novos sons. Possui sons digitais e cordas de sintetizador ao lado de seu delicado violão. A maioria das músicas é escrita e tocada pela própria artista. 'Reservamo-nos o direito de ficar cheios quando estamos sozinhos', ela canta na música “Every Woman”. Lançada como um vídeo único e oficial que pode ser visto em seu site, a música é um manifesto de uma jovem feminista. O álbum também representa um movimento além da cena do indie-rock, a mudança no som é uma "rejeição de ser punido".

## Discografia

### Álbuns de estúdio
- Infinite Worlds (Father/Daughter Records, 2017)
- Vagabon (Nonesuch, 2019)[8]

### EPs
- Persian Garden (Miscrerant, 2014)
- Vagabon on Audiotree Live (Audiotree Music, 2017)